# Dungen
För den naturgeografiska termen, se Dunge.
Dungen är ett svenskt rockband bildat 1999 och baserat i Stockholm.

## Historik
Dungen är musikern Gustav Ejstes band med musikaliska influenser från 60- och 70-talens psykedeliska rock, progressiva rock och svensk folkmusik,  Dungen vill dock inte förknippa sig med svensk progg då de inte har den klassiska politiska inriktningen i sin musik. Gustav Ejstes (född 1979) är multiinstrumentalist: han spelar gitarr, piano, klaviatur, tvärflöjt, fiol och sjunger. 
De tidigare inspelningarna är influerade av folkmusik med fiol, flöjt och sitar. Med albumet Ta det lugnt tog bandet sitt sound mer åt psykedelisk rock.
Bandet har gjort fem musikvideor som spelats i tv och gjort en låt i soundtracket till filmen Djungelboken 2. 2005 uppträdde Dungen i tv-showen Late Night with Conan O'Brien och fick ett genombrott med låten "Panda".
Dungen har spelat i ett flertal europeiska länder och de är mest kända i USA där de har varit på tre turnéer, mycket för att de vill undvika proggstämpeln de erfarit i Sverige.[källa behövs]

## Diskografi

### Album
- 1997 – Dungen (demokassett)
- 2001 – Dungen (12" vinyl)
- 2002 – 2 (12" vinyl)
- 2002 – Stadsvandringar (CD)
- 2004 – Ta det lugnt (CD och 12" vinyl)
- 2005 – Dungen (kompilering av material från 1999–2001 CD)
- 2005 – Ta det lugnt (USA-släpp med 4 extra låtar CD)
- 2006 – Tyst minut (12" Vinyl)
- 2007 – Tio Bitar (CD)
- 2008 – 4 (CD)
- 2010 – Skit i allt (CD)
- 2015 – Allas sak
- 2016 – Häxan
- 2022 - En är för mycket och tusen aldrig nog
- 2024 - Otis (i Jungle-stil)

### Singlar
- 2002 – "Solen stiger upp" (CD)
- 2002 – "Stadsvandringar" (CD)
- 2003 – "Jag vill va' som du" (CD)
- 2005 – "Festival" (7" vinyl)
- 2005 – "Panda" (7" vinyl)

## Musikvideor
- 2001 – Solen stiger upp
- 2001 – Stadsvandringar
- 2005 – Panda
- 2006 – Festival
- 2010 – Skit i allt